# کانت و مسئله متافیزیک
کانت و مسئله متافیزیک (آلمانی: Kant und das Problem der Metaphysik) کتابی است اثر فیلسوف آلمانی مارتین هایدگر که در سال ۱۹۲۹ دربارهٔ ایمانوئل کانت نوشته شده است. هایدگر اغلب از آن به عنوان کانت‌بوخ (کانت‌بوک) یاد می‌کند. این کتاب به عنوان دفتر سوم از مجموعه آثار (نسخه کامل: Gesamtausgabe) منتشر شده است.
هایدگر کتاب را به یاد ماکس شلر اهدا کرده و می گوید: «محتوای آن، موضوع آخرین گفت‌وگویی است که نگارنده یک بار دیگر رخصت داشت توانایی بدون محدودیت روح وی را احساس کند.»

## پس‌زمینه
در طول دهه ۱۹۲۰، هایدگر ایمانوئل کانت را مطالعه کرد. تأثیر کانتی در سراسر مشهورترین و تأثیرگذارترین کتاب هایدگر، هستی و زمان (۱۹۲۷) فراگیر است. کانت‌بوک را می‌توان مکملی برای قسمت دوم ناتمام هستی و زمان دانست. به‌علاوه، هایدگر در طول ترم زمستانی ۱۹۲۷/۱۹۲۸ یک درس‌گفتار با عنوان تفسیر پدیدارشناختی نقد عقل محض کانت (دفتر ۲۵ از مجموعه آثار هایدگر) را به صراحت با فلسفه کانت ارائه کرد. منبع اصلی کانت‌بوک، رویارویی هایدگر با ارنست کاسیرر در داووس در سال ۱۹۲۹ بود. در اینجا است که هایدگر شروع به توسعه تفسیر منحصربه‌فرد خود از کانت می‌کند، که تأکید بی‌سابقه‌ای بر نقد عقل محض می‌کند. هایدگر بلافاصله پس از داووس شروع به نوشتن کانت و مسئله متافیزیک کرد.

## بازخورد
کاسیرر، مانند اکثر کانت‌پژوهان، تفسیر هایدگر از کانت را رد کرد. به گفته مایکل جی. اینوود، هایدگر تلویحاً برخی از دیدگاه‌هایی را که در کانت و مسئله متافیزیک در کار بعدی خود دربارهٔ کانت بیان کرد، کنار گذاشت.